# Acrocyrtidus attenuatus
Acrocyrtidus attenuatus là một loài bọ cánh cứng trong họ Cerambycidae.